# Климт, Эрнст

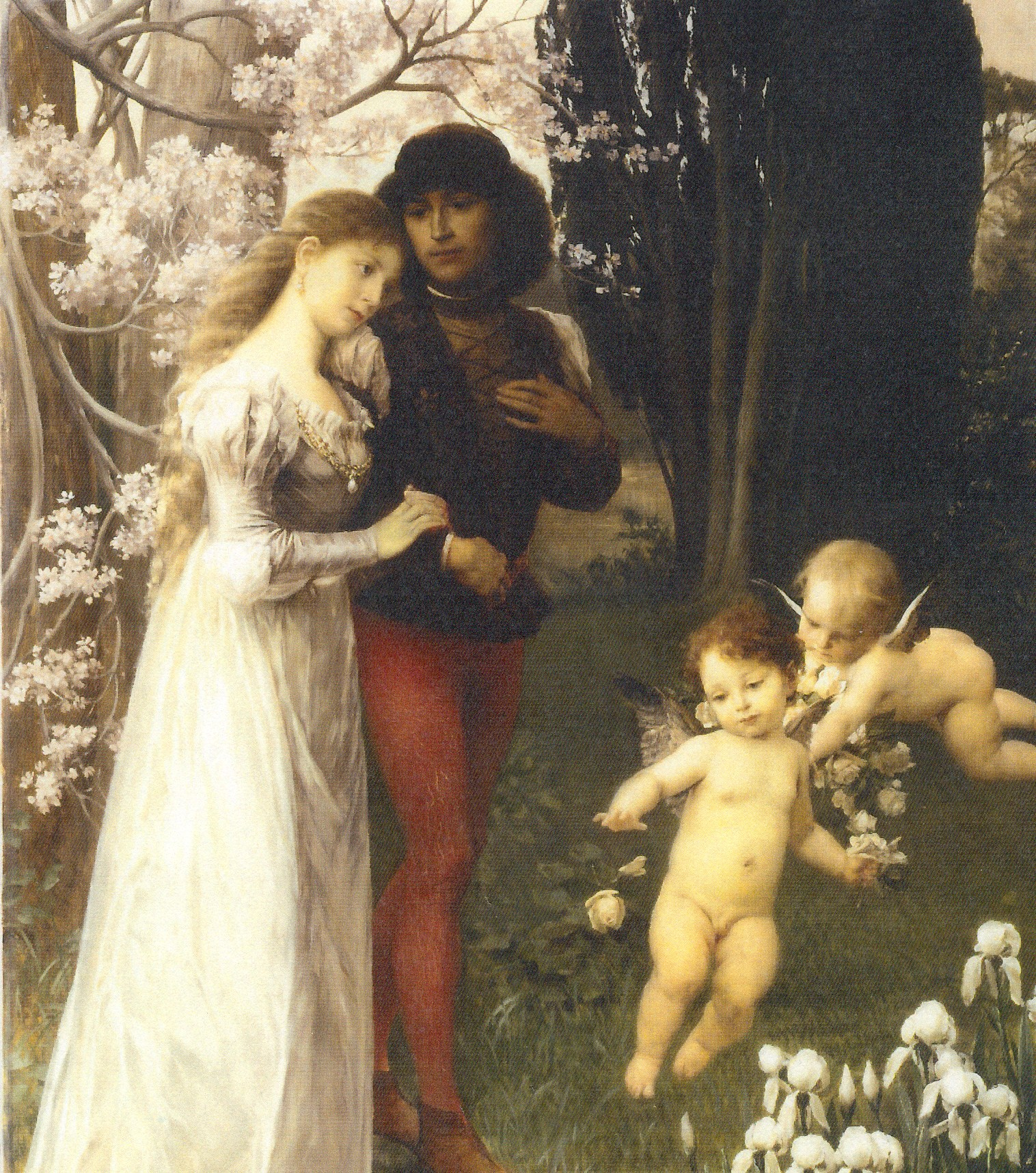
Перед свадьбой. Галерея Бельведер

Эрнст Климт (нем. Ernst Klimt; 3 января 1864, Вена — 9 декабря 1892, там же) — австрийский исторический живописец, художник-декоратор.

## Биография
Сын гравёра и ювелира чешского происхождения. Младший брат художника Густава Климта, одного из самых ярких представителей венского модерна. С детства увлекался живописью. По воспоминаниям современников, был близок по духу брату, который его очень любил.
Рос в скромных условиях.
В 1877 году, когда ему было всего тринадцать лет, стал студентом венского художественно-ремесленного училища при Австрийском музее искусства и промышленности, где в течение года учился его старший брат Густав. Оба были учениками художника-декоратора и гравёра Фердинанда Лауфбергера, со временем его помощниками в нескольких проектах. Учитель познакомил их с Гансом Макартом, нанявшим братьев для выполнения заказа императора Франца Иосифа, в честь серебряной годовщины свадьбы с Елизаветой Баварской.
Франц Иосиф I поручил Макарту роспись спальни императрицы Елизаветы на вилле Гермес в венском предместье Лайнцер Тиргартен. Живопись должна была иллюстрировать «Сон в летнюю ночь» Шекспира. Макарт выполнил множество этюдов, но расписать стены ему помешала смерть.
После смерти Ф. Лауфбергера в 1881 году он, Густав и их школьный друг Франц Мач организовали художественное товарищество, выполнившее значительное количество декоративных работ по всей империи и в столице, в том числе в городских театрах в Райхенберге, Фиуме и в Бургтеатре и Музее истории искусств на венской Рингштрассе, а два года спустя открыли собственную студию. Помимо прочего, их компания создавала занавески и росписи потолков для театров в Райхенберге, Карлсбаде и Фиуме. Они также изготовили потолочные росписи для Гермесвиллы и фрески для лестничной клетки нового Бургтеатра. В 1890 году они помогли завершить роспись лестницы Художественно-исторического музея, которую Макарт оставил незаконченной несколько лет назад. Самые заметные персональные работы Эрнста были в замках Мондзее и Пелеш в Румынии.
Создавал картины маслом и акварелью, а также рисунки, автор многих произведений прикладного искусства (настенные росписи, гобелены и т. д.).
Умер внезапно из-за заболевания перикарда. Брат Густав заботился о жене и дочери покойного и завершил его незаконченные картины. Компания была официально распущена, но Густав поддерживал профессиональные контакты с Мачем до 1900 года.

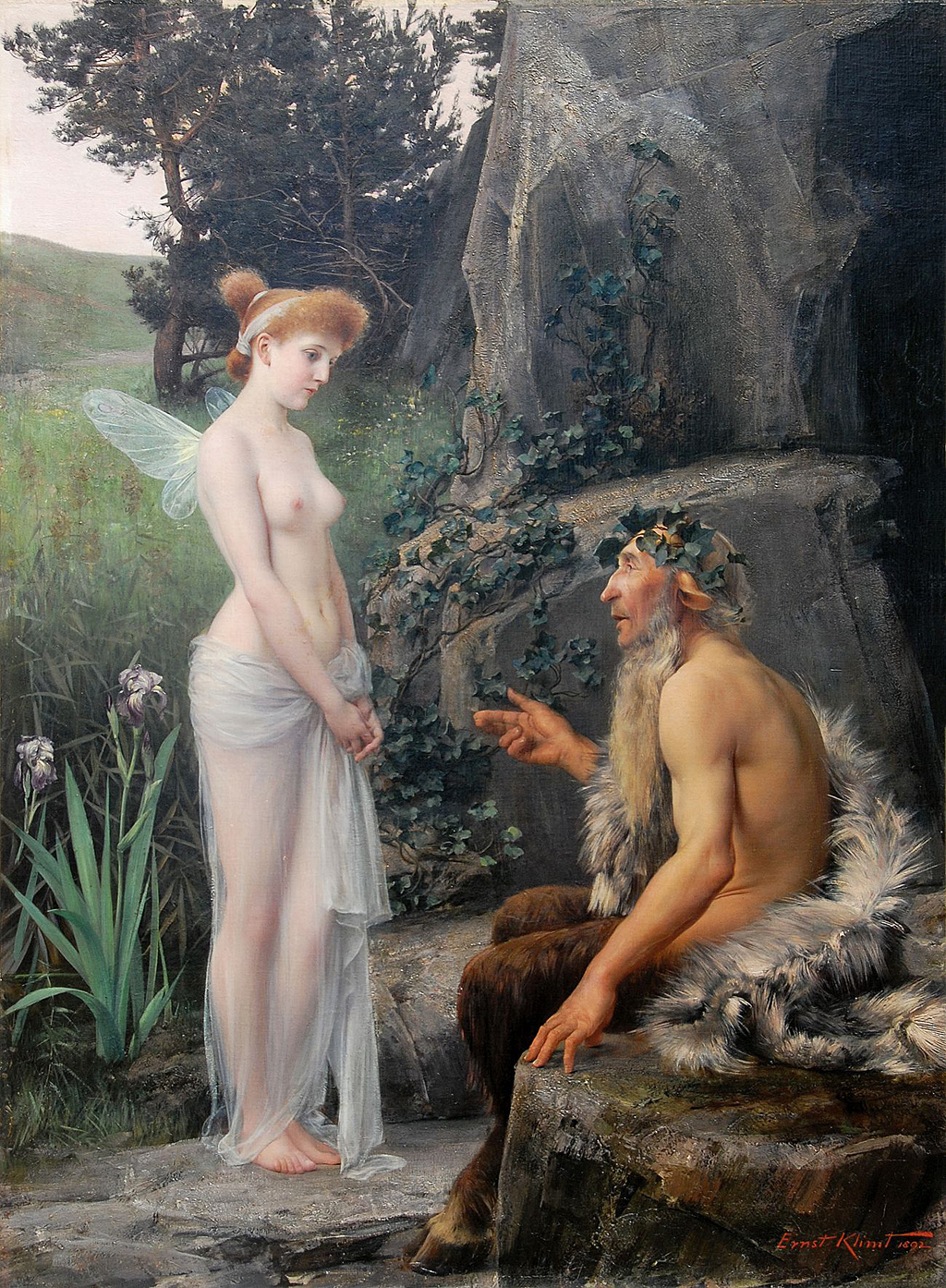
Пан и Психея
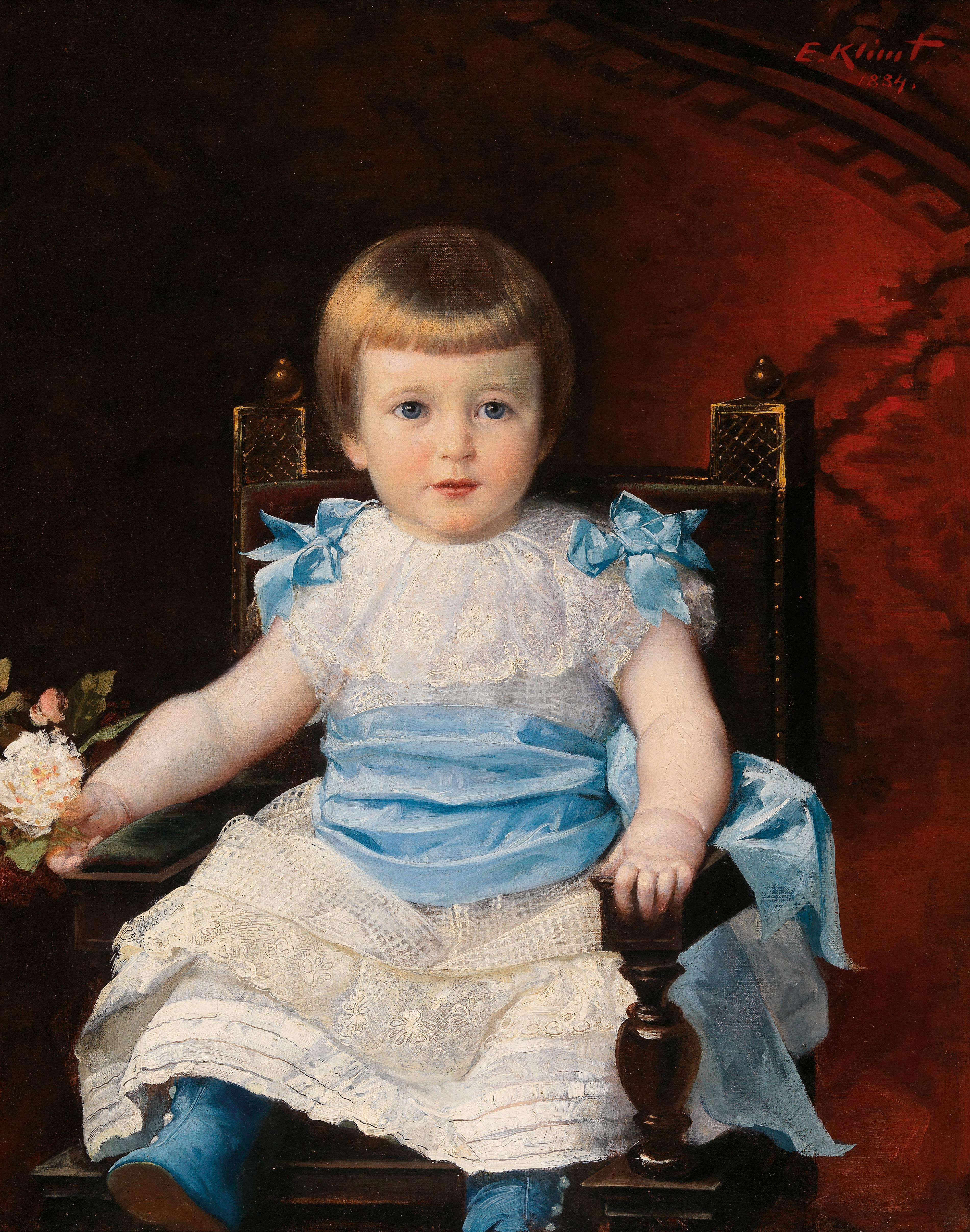
Портрет маленькой девочки
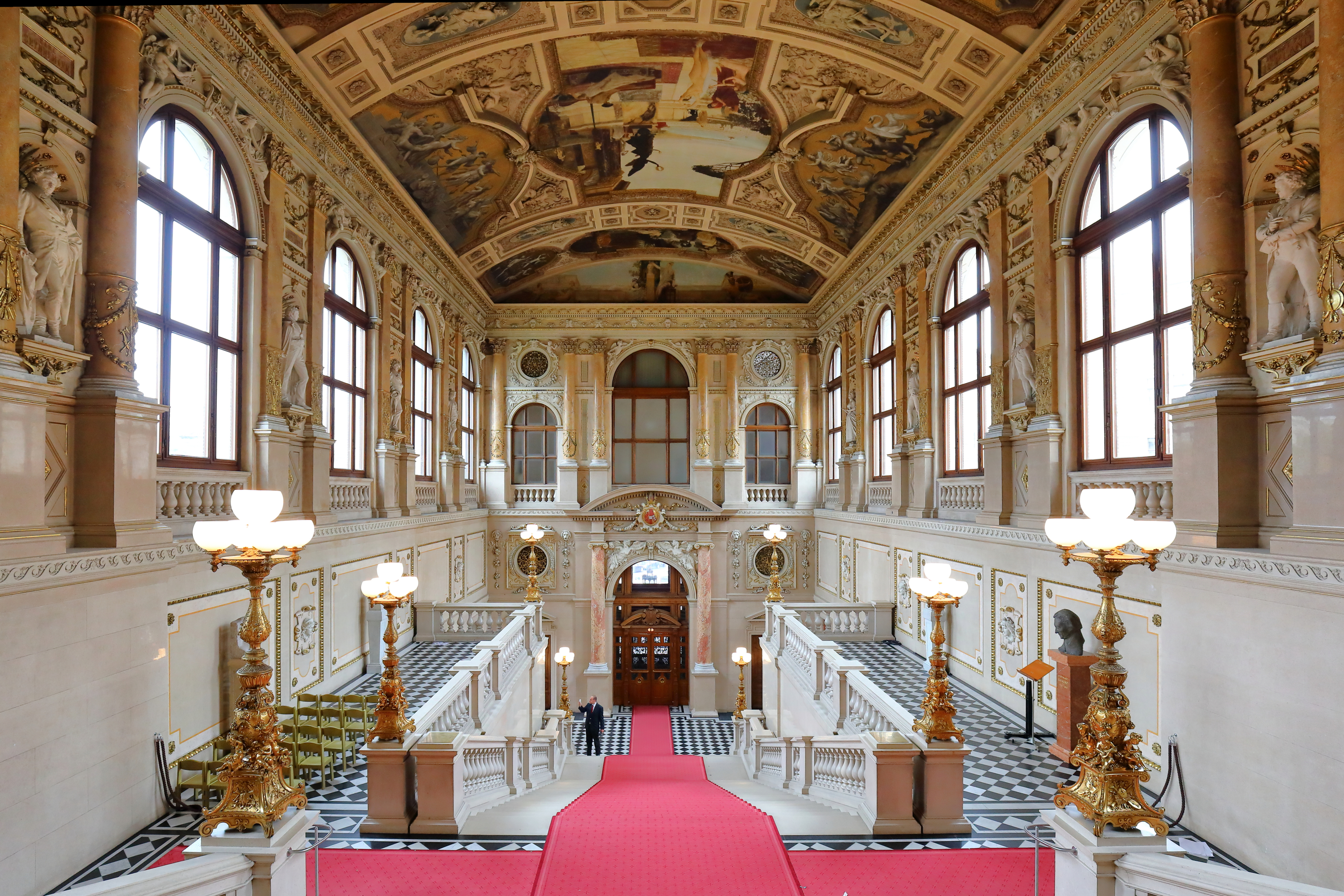
Бургтеатр. Вена
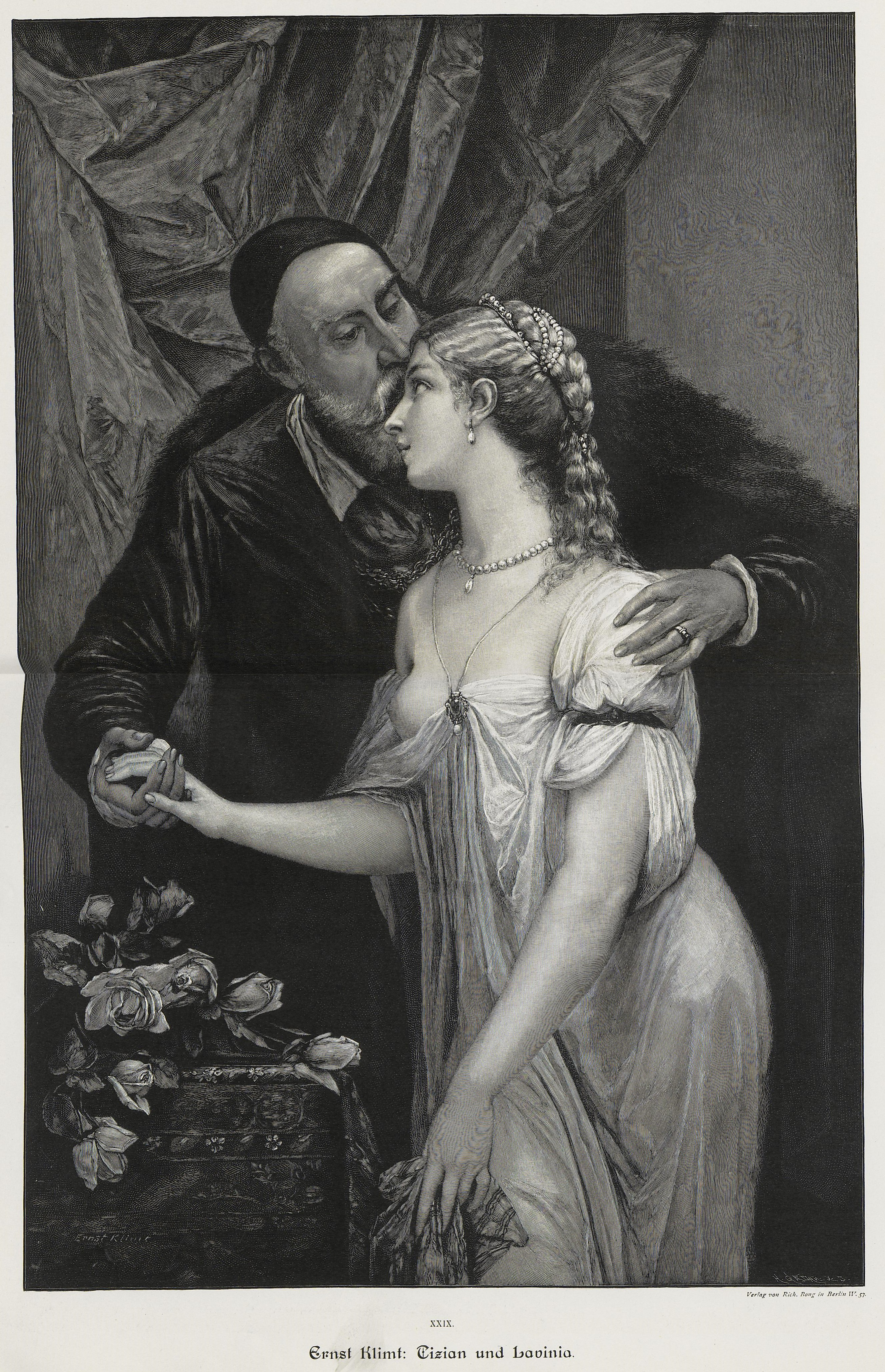
Тициан и Лавиния